# Cerkiew św. Paraskewy w Kwiatoniu

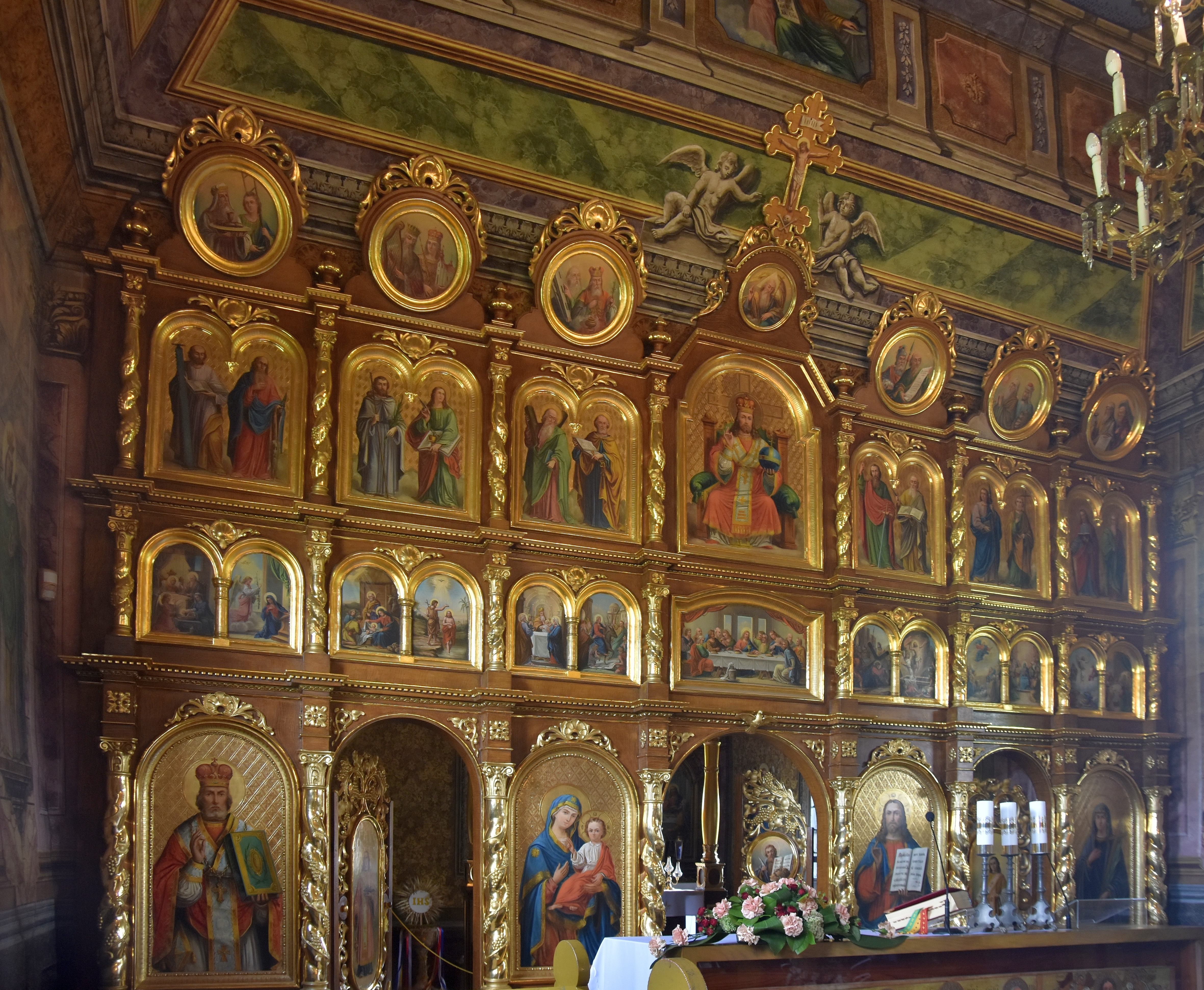
Ikonostas

Cerkiew św. Paraskewy w Kwiatoniu – dawna łemkowska cerkiew greckokatolicka. Obecnie używana jako kościół filialny parafii rzymskokatolickiej w Uściu Gorlickim. Należy do najlepiej zachowanych cerkwi łemkowskich w Polsce. Znajduje się na szlaku architektury drewnianej województwa małopolskiego. W 2013 roku została wpisana na Listę Światowego Dziedzictwa UNESCO wraz z innymi drewnianymi cerkwiami w Polsce i na Ukrainie.

## Historia
Cerkiew została wybudowana w drugiej połowie XVII wieku. Za datę budowy często podawany jest rok 1700. Wieża została dostawiona w 1743 roku. Datę tę odszukano na jednej z belek konstrukcji. Może odnosić się ona jednak jedynie do remontu starszej wieży. Jest to najstarsza pewnie datowana wieża cerkwi łemkowskiej. Po akcji "Wisła" w 1947 roku świątynia zaczęła być użytkowana jako kościół rzymskokatolicki, należący do parafii w Uściu Gorlickim. Obecnie we współużytkowaniu rzymskich katolików i grekokatolików.
Cerkiew była wielokrotnie odnawiana. Remonty korpusu przeprowadzono w latach 1811, 1904, 1967 oraz w latach 90. XX wieku, zaś remonty wieży – w latach 1863, 1911, 1928, 1967 oraz w latach 90. XX wieku. W 2011 r. wykonano czyszczenie pokrycia gontowego całej cerkwi.

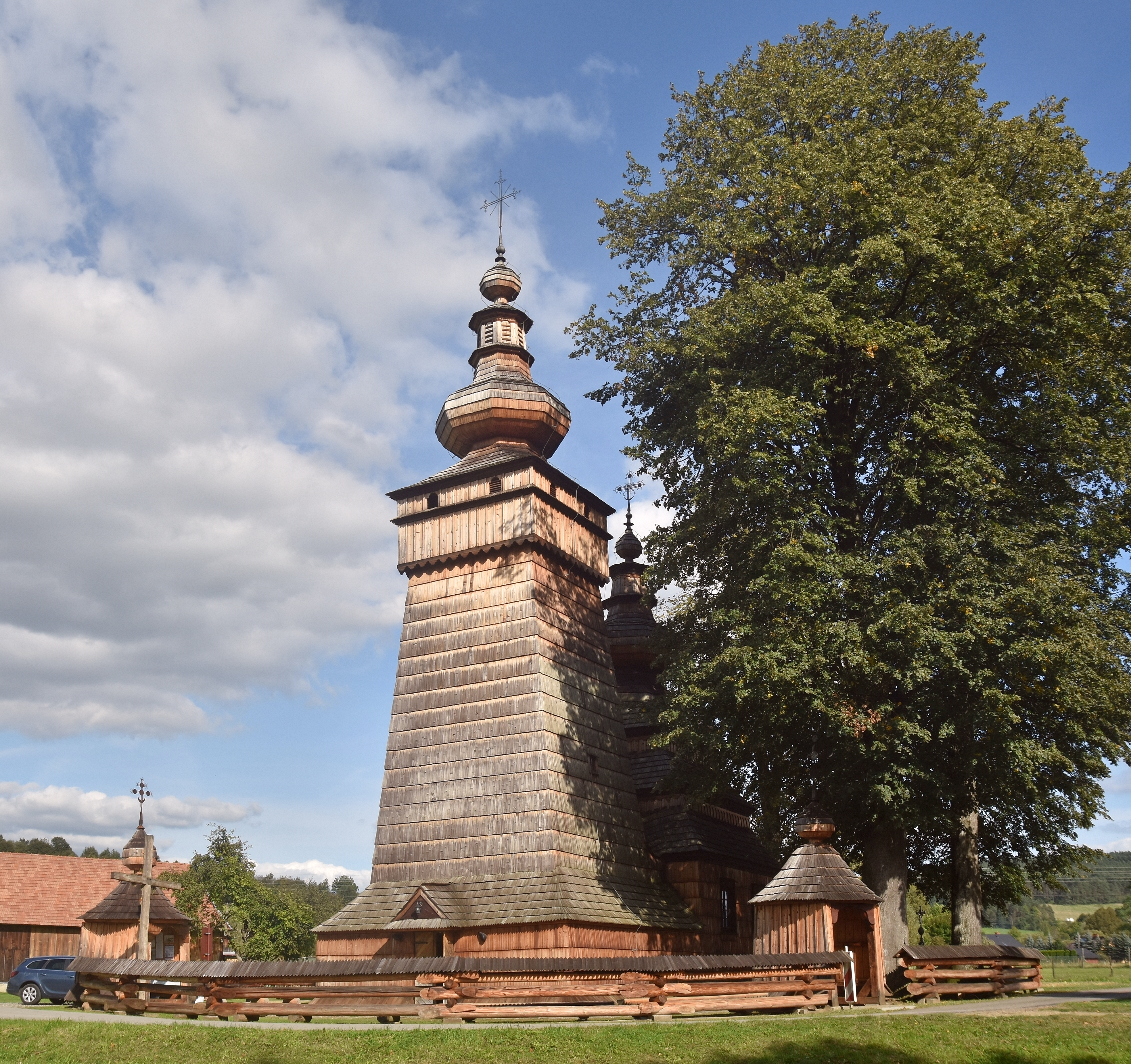
Widok od frontu
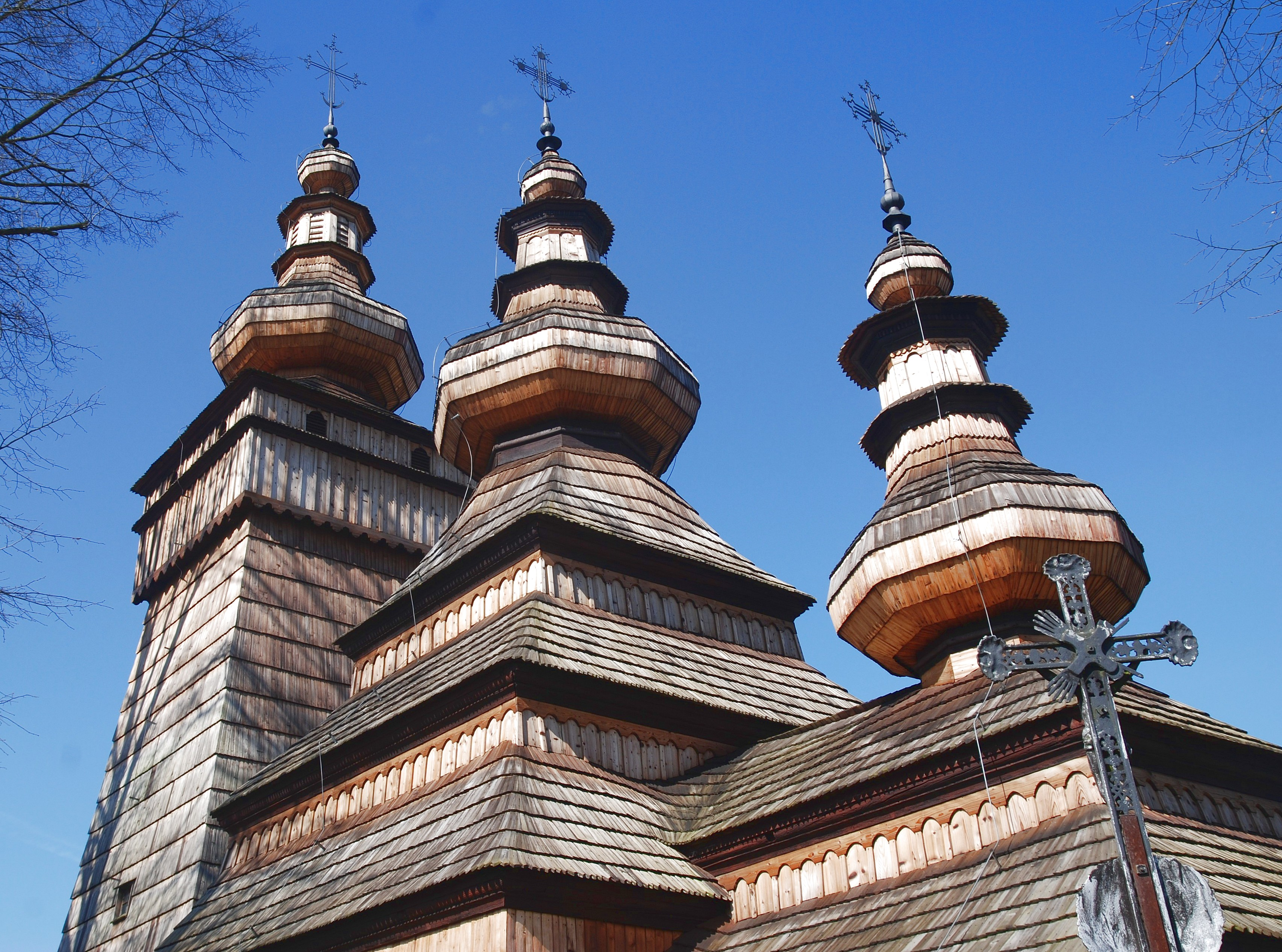
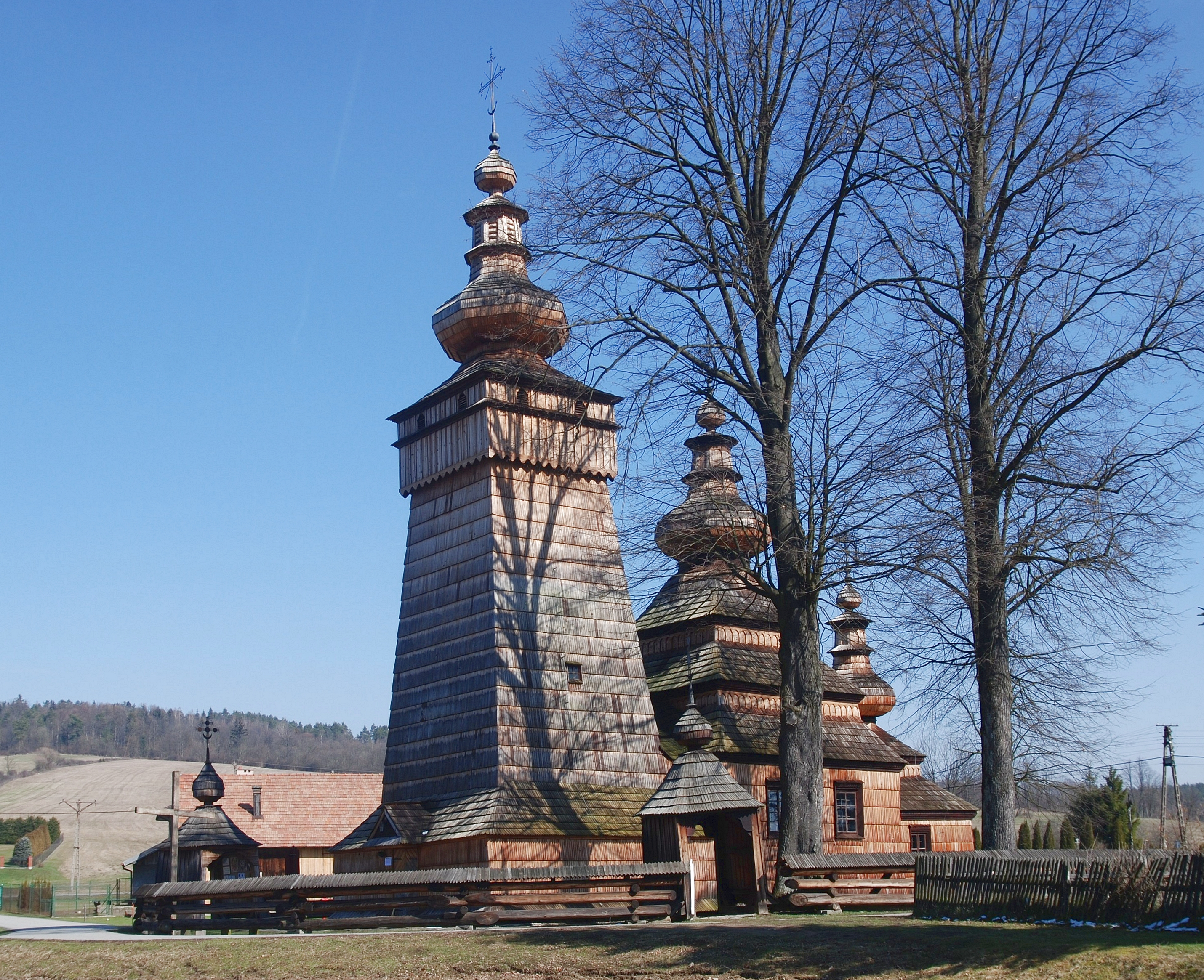
Elewacja południowa

## Architektura
Świątynia jest cerkwią łemkowską typu północno-zachodniego. Uznawana jest za modelowy i najpiękniejszy przykład tego stylu. Cerkiew wybudowano z drewna. Jest budowlą o konstrukcji zrębowej, orientowaną, trójdzielną. Wzniesiona została na planie złożonym z trzech kwadratów: obszernego prezbiterium, nawy i babińca. Trójdzielność budowli wyraźna jest również w bryle, która wznosi się od najniższego prezbiterium, przez wyodrębnioną wyższą nawę po dominującą nad całością wysmukłą wieżę. Każdy z członów budowli jest nakryty odrębnym dachem.
Wieża o pochyłych ścianach ma konstrukcję słupową i obejmuje ściany babińca. Wokół wieży znajduje się zachata. Cała cerkiew, zarówno ściany, jak i dach, obita jest gontem, a jedynie partia izbicy pokryta jest pionowym szalunkiem. Konstrukcja posiada dachy namiotowe, dwukrotnie łamane, z makowicami i pozornymi latarniami. Latarnie oraz uskoki zadaszeń kopuły nad nawą ozdobione są fryzem arkadowym wykonanym z listew nabitych na szalunek ścian. Na zwieńczeniach znajdują się ozdobne krzyże, każdy z nich o innym kształcie. Uwagę zwracają dekoracyjne obramienia okien prezbiterium. Wejście do wnętrza prowadzi przez zachodni portal babińca o wykroju spłaszczonego trójliścia. Przestrzeń nad nawą i prezbiterium zamykają łamane kopuły namiotowe, zaś w babińcu strop jest płaski.
Świątynia otoczona jest ogrodzeniem z bali z dwiema drewnianymi bramkami konstrukcji ramowej, zwieńczonymi gontowymi daszkami z cebulastymi baniami. Bramki w ten sposób nawiązują do stylu dachu cerkwi.

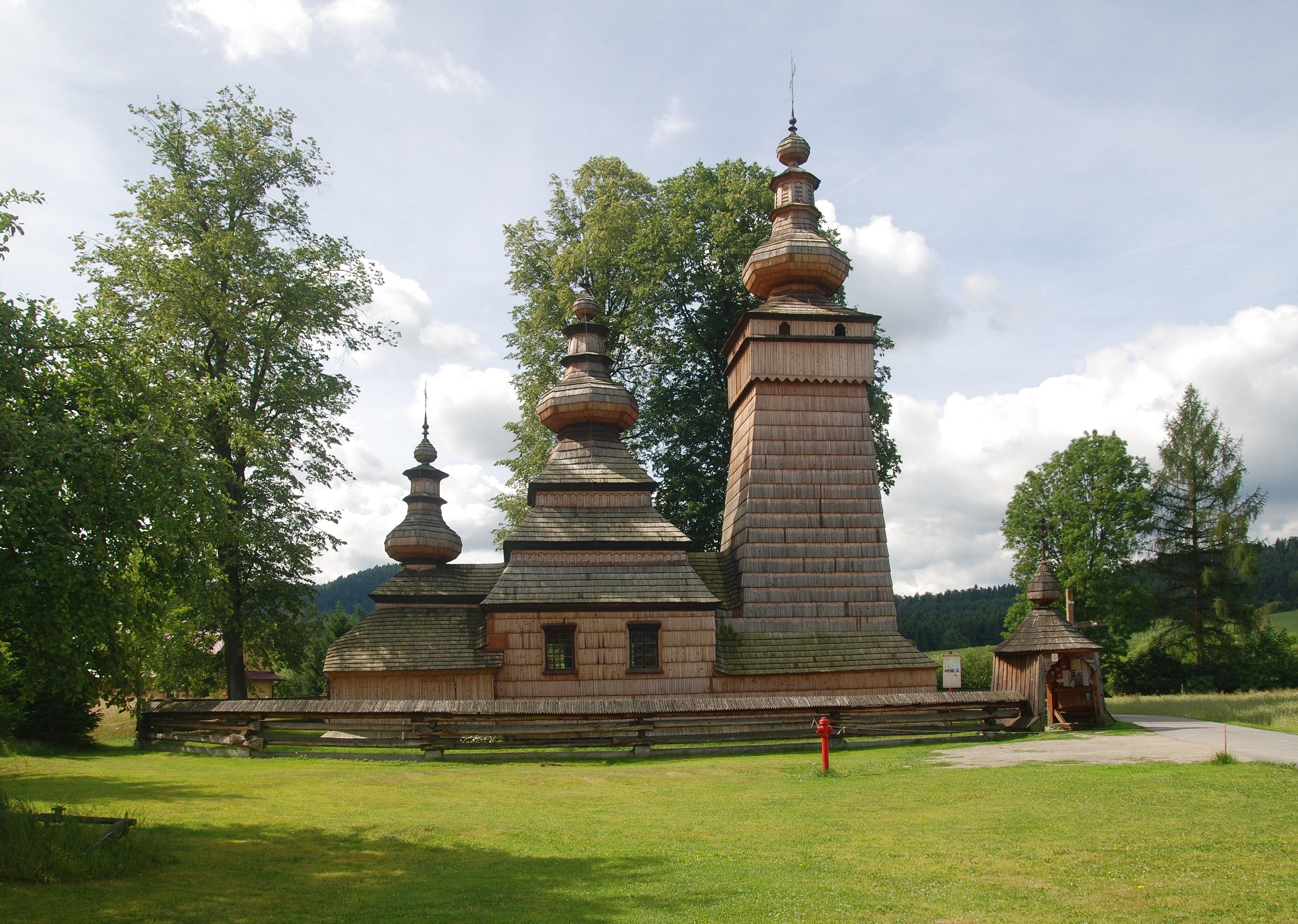
Elewacja północna
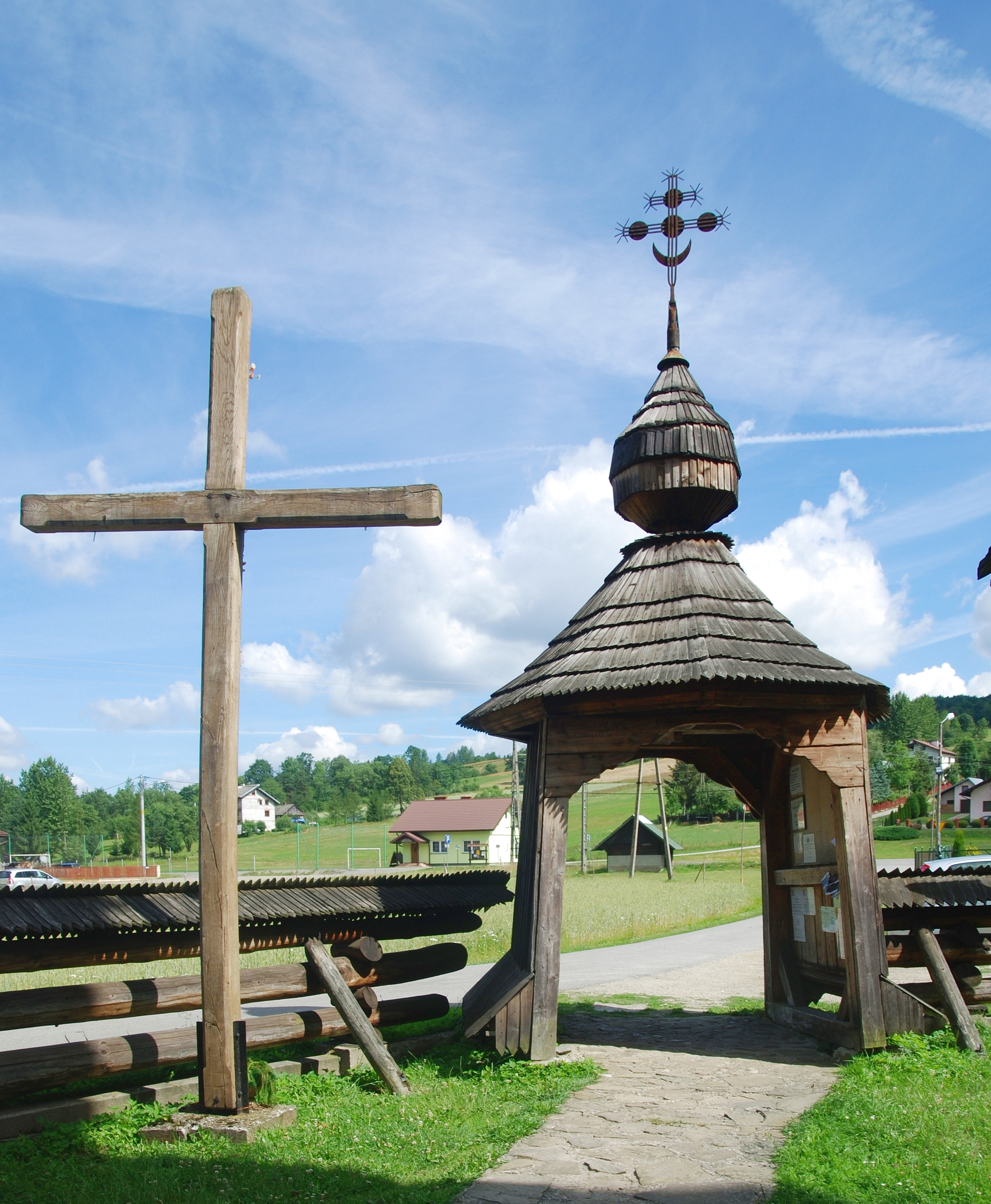
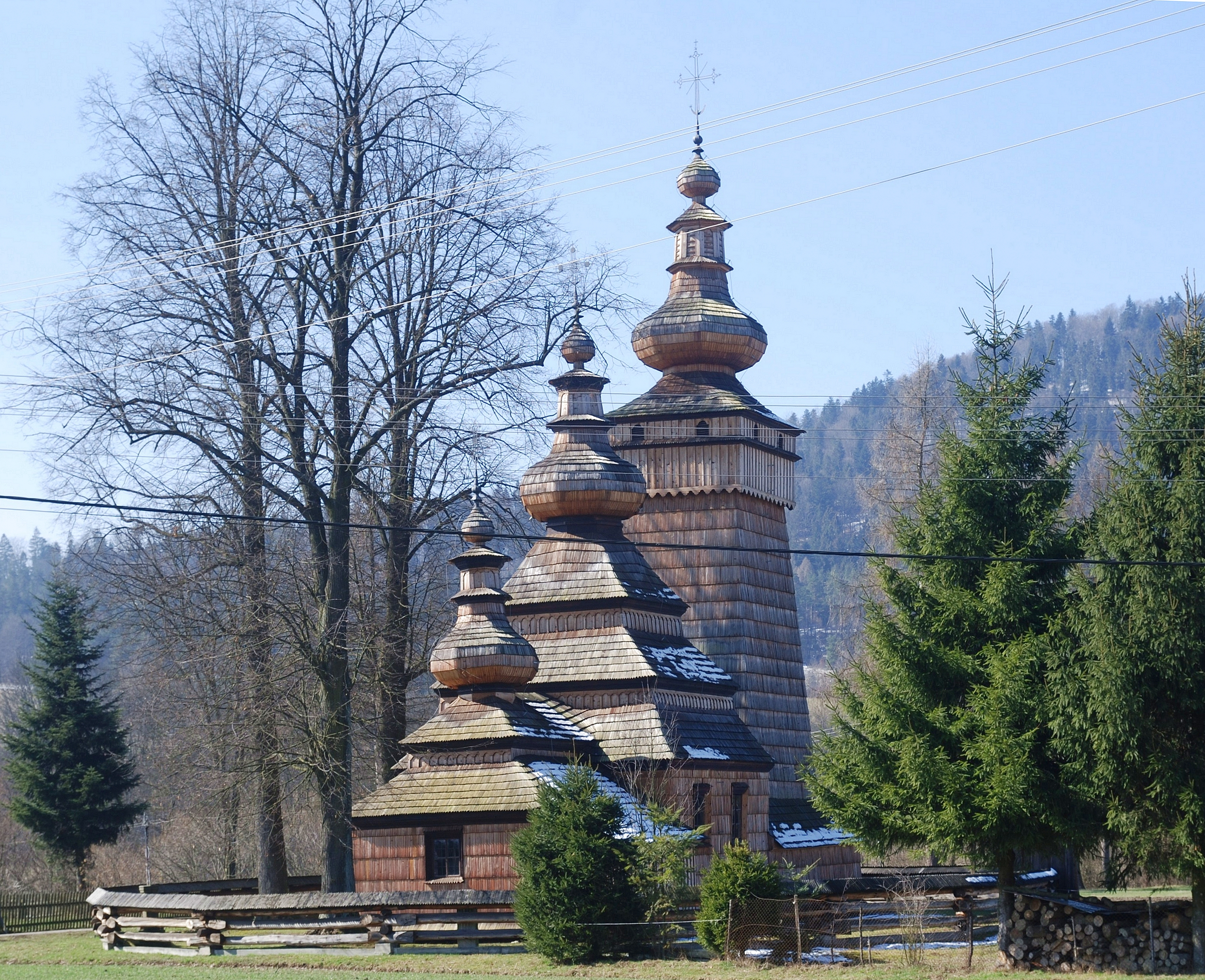
Widok od strony prezbiterium

## Wnętrze świątyni
Wewnętrzne ściany zdobi polichromia architektoniczna i figuralna wykonana przez polskiego malarza Michała Bogdańskiego w 1904 roku. Malowidła na ścianach imitują marmurowe kolumny i gzymsy. Na uskokach kopuły nad nawą widnieją anioły, zaś powyżej scena Przemienienia Pańskiego oraz przedstawienia ewangelistów. Na stropie babińca znajduje się malowidło Opieki Bogurodzicy. Na ścianach obok ikonostasu widnieją malowidła przedstawiające św. Olgę i św. Włodzimierza. Zachodnią część nawy oraz ściany babińca obiega chór muzyczny z nietypową, rzeźbioną arkadowo balustradą, na której znajduje się kilka chorągwi procesyjnych. Pozostałe chorągwie oraz XIX-wieczny, dwustronnie malowany krzyż procesyjny znajdują się w babińcu.
We wnętrzu znajduje się wyposażenie pochodzące z XIX i początku XX wieku. Najstarsze jego elementy, utrzymane w tradycji późnobarokowej, pochodzą z XVIII stulecia. Prezbiterium od nawy oddziela ikonostas autorstwa Michała Bogdańskiego z 1904 roku. W prezbiterium znajduje się ołtarz główny z XIX wieku, zaś w nawie dwa ołtarze boczne z ikonami przedstawiającymi Matkę Bożą z Dzieciątkiem i Zdjęcie z Krzyża. W zakrystii przechowywana jest płaszczenica, wykonane na płótnie przedstawienie zmarłego Chrystusa. Pod wieżą stoi kamienna kropielnica z 1750 r.

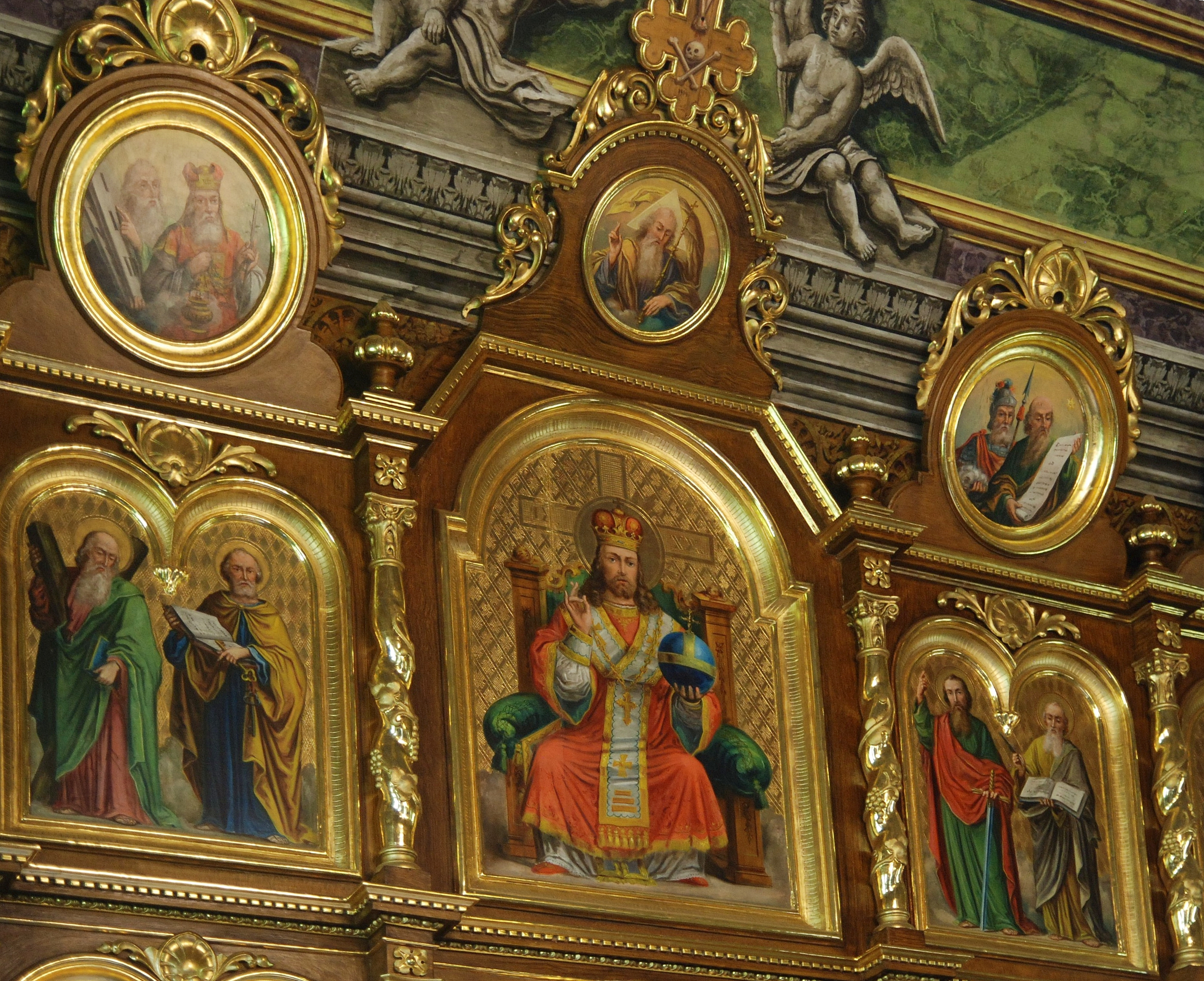
Wnętrze
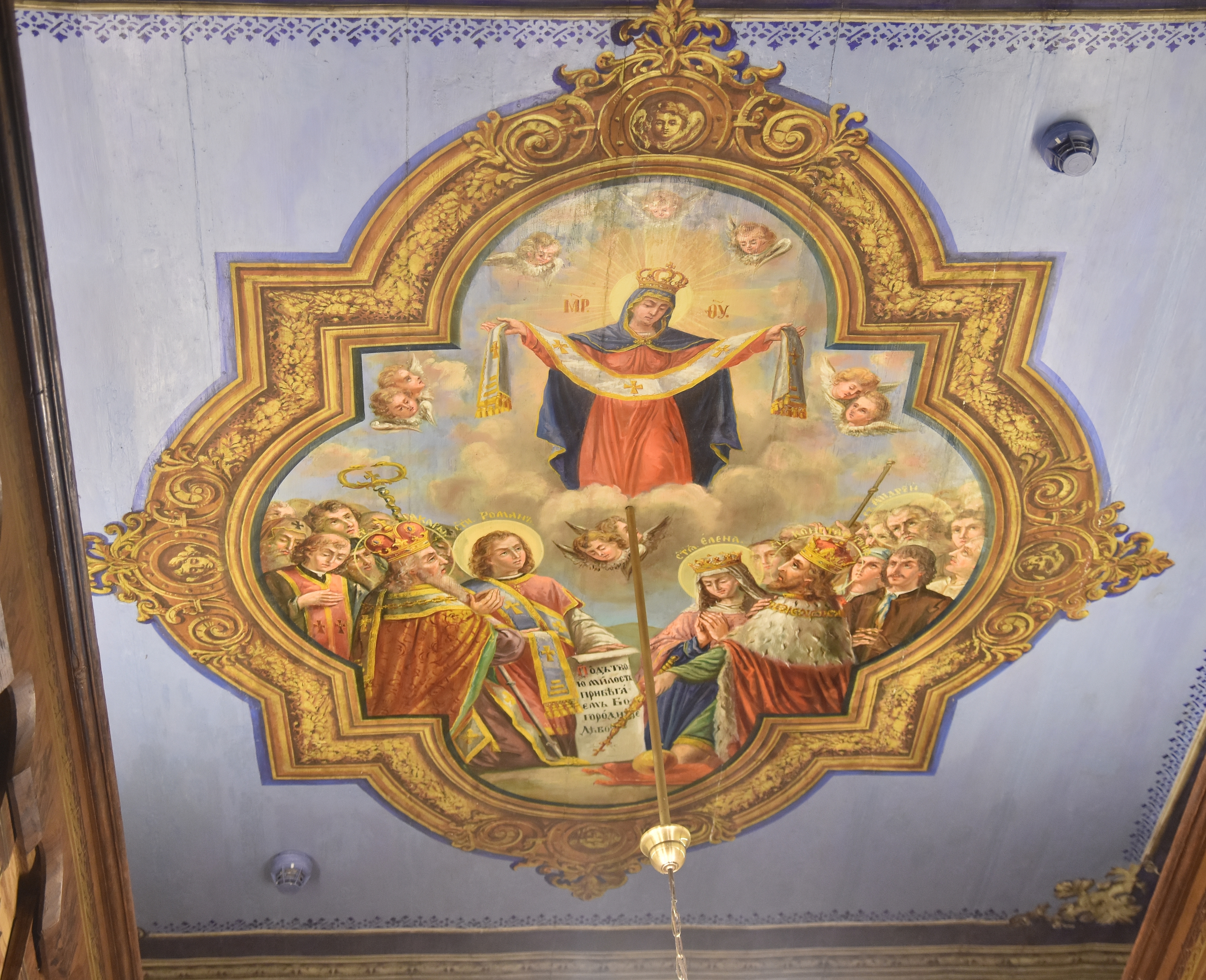
Wnętrze
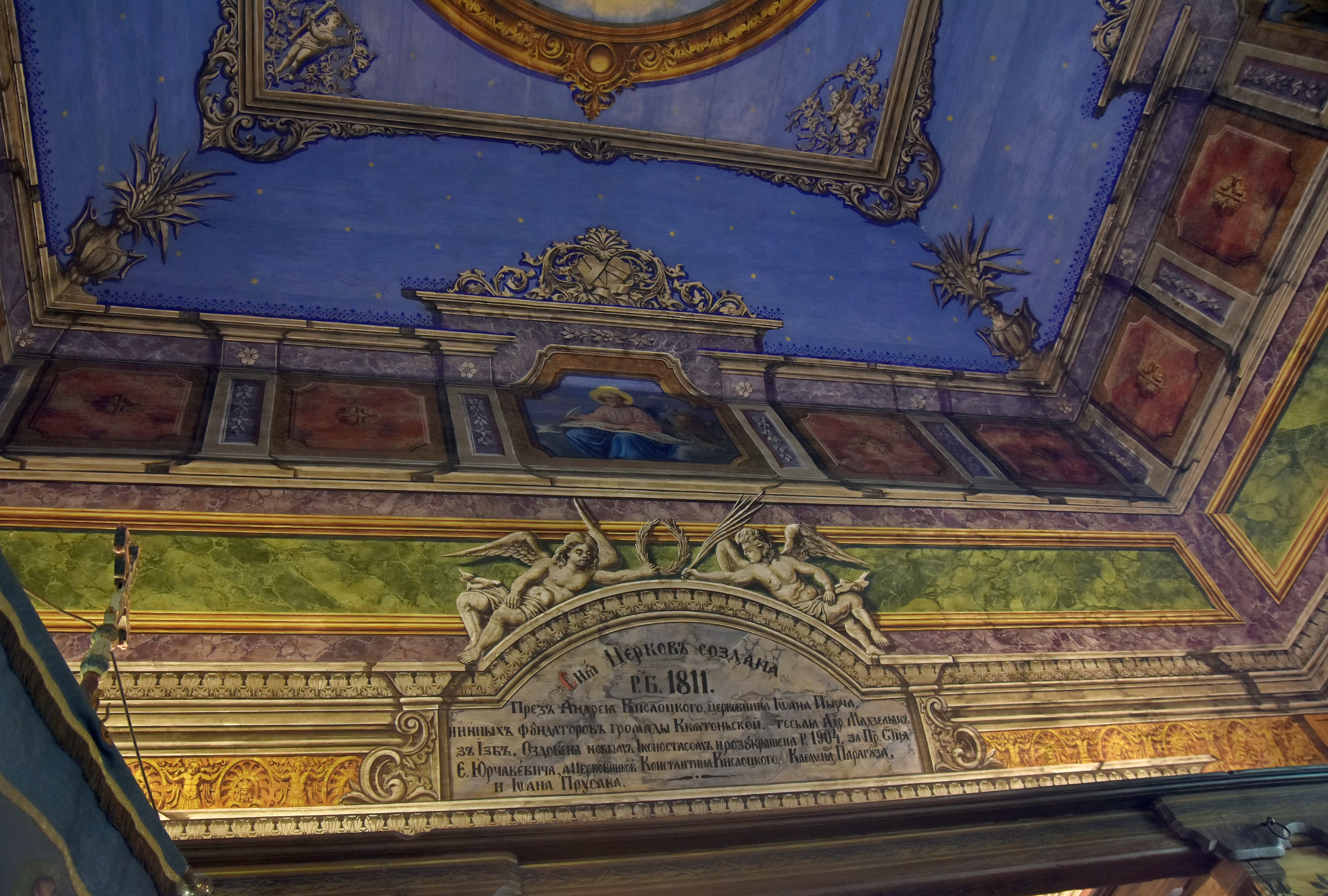
Wnętrze